# James G. Robinson
James G. Robinson (ur. 16 grudnia 1935 w Baltimore) – amerykański producent filmowy i telewizyjny.
W 1988 roku wspólnie z Joe Rothem założył niezależną firmę produkcyjną Morgan Creek Entertainment, która wyprodukowała tak dochodowe hity, jak m.in. Młode strzelby, Nierozłączni, Pierwsza liga, Prawdziwy romans, Ace Ventura: Psi detektyw, Robin Hood: Książę złodziei i Ostatni Mohikanin.